# Walkerston
Walkerston – miasto w Australii, w stanie Queensland.